# 黒島 (長崎県佐世保市)
黒島（くろしま）は、北松浦半島の南西沖合にある島。九十九島で最大の島。
なお、この項目では佐世保市の一地域としての黒島（くろしま - 旧北松浦郡黒島村）についても記述する。

## 地理

### 概要

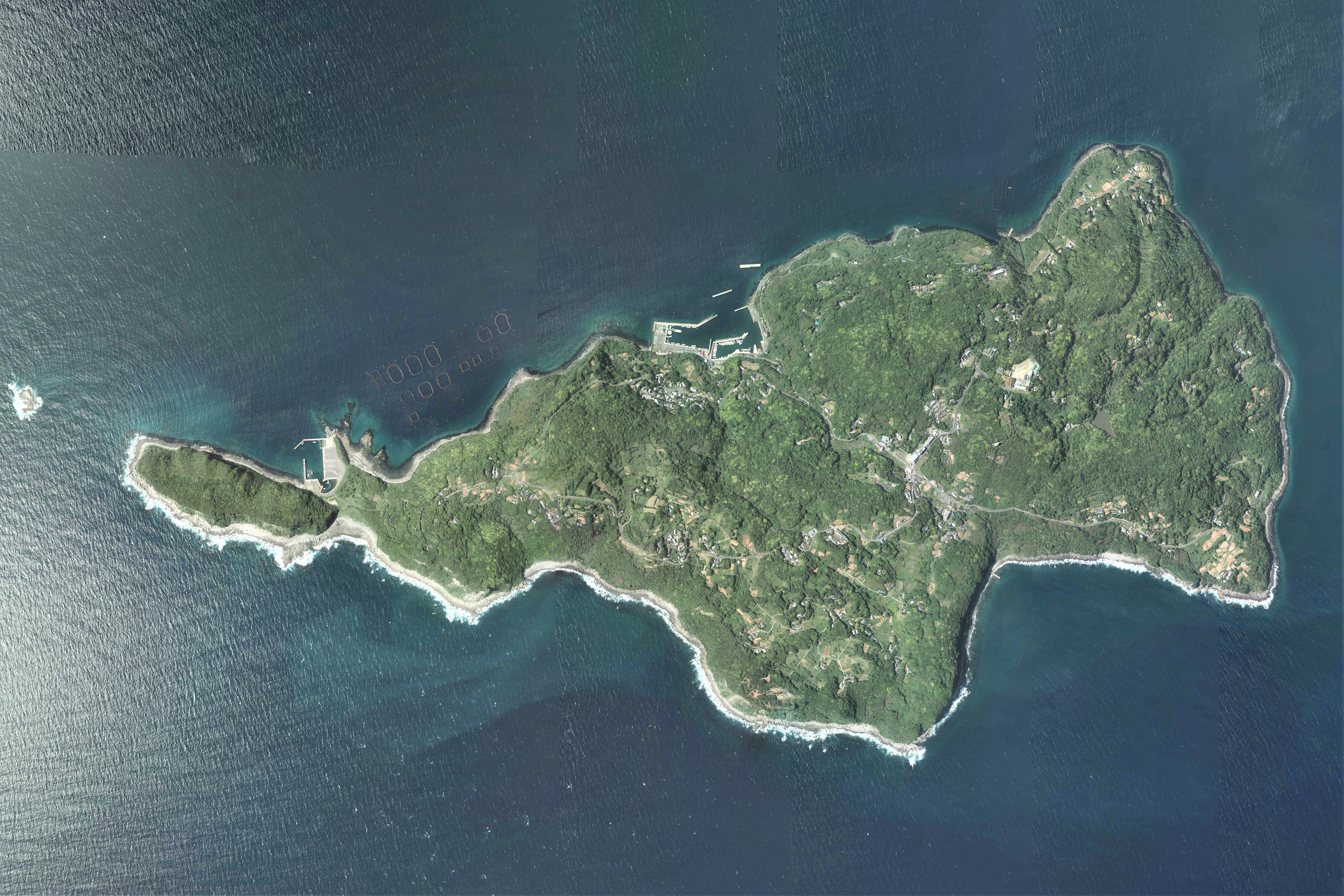
黒島の空中写真。2016年5月4日撮影の10枚を合成作成。
。

九十九島の一つに数えられるが、他の島からはやや西の方に離れて位置している。なお、九十九島の中では面積が最大である。
2022年10月1日統計によると島民は349人で、うち約80%はカトリック信者である。

### 名前の由来
黒島の島名には、二つの説があるといわれている。
一つは､黒島を海上から見た際、樹木が密生しており黒く見えるために､「黒島」というのだという説。もう一つは､カトリック教徒が多く住んでいたため､『クルス島』（cruz＝ポルトガル語で十字架の意味）といわれ､これがなまって「クロ島」になったという説である。
歴史上では、鎌倉時代に平戸松浦氏の始祖である峯五郎披の所領中に黒島の地名が出てくるが、それは日本へのキリスト教伝来よりもずっと前のことなので､黒島の地名は海上から見ると木々が黒々しているためにそう呼ばれるようになったという説が有力であると考えられている。また本島は孤島にもかかわらず島内のいたるところに湧き水があり、そのことから古くは「水島」とも呼ばれていた。

## 地域

### 町名
1958年（昭和33年）、町名が設置された。
- 黒島町（くろしまちょう） - 黒島全域を1町とする。町名設置以前の地名は#近現代の節を参照。

町内の地区
黒島港より時計回りに、本村（ほんむら）、東堂平（とうどうびら）、古里（ふるさと）、日数（ひかず）、根谷（ねや）、名切（なきり）、田代（たしろ）、蕨（わらべ）の8地区からなる。

## 歴史

### 中世
黒島は室町時代後期から戦国時代初期にかけて、松浦氏が北松浦半島や周辺島嶼の統一を進める過程でその領地となった。その後松浦氏の家臣である西氏が付近に出没していた海賊討伐の褒美として黒島を与えられ、島の直接の統治を行うようになった。西一族はガスパル西と息子のトマスなどのようにキリシタンだったので 、戦国時代後期に一度キリスト教が伝わり、古里地区にキリシタンが暮らしていた。

### 近世
江戸時代になると、黒島は平戸島（現在の平戸市）に居城を置く平戸藩の領地となった。その当時の黒島は、石高（米の収穫量）は少ないものの、農業・漁業に加え、御影石の採石地、軍馬の飼育地（根谷地区）として知られていた。
1803年（享保3年）に牧場が廃止され、大規模な田畑の開墾が始まり、江戸幕府の禁教政策による弾圧から逃れた大村藩のキリシタン達が移住するようになった。1865年（慶応元年）に長崎浦上のキリシタンが大浦天主堂で信仰を明らかにした「信徒発見」から数ヵ月後には、早くも黒島の信徒代表者が大浦天主堂を訪ね、その後明治時代にカトリックに復帰した。1902年（明治35年）には現在のカトリック黒島天主堂が建てられ、いまも島民の約8割がカトリック信者といわれる。

### 近現代
- 1885年（明治18年） - 平戸島にあった前津吉村（後の北松浦郡津吉村。現・平戸市）より黒島免を分離し、黒島村となる。
- 1889年（明治22年）4月1日 - 町村制施行により、北松浦郡黒島村が単独村制にて発足。大字なし。免は設置しなかった。
- 1911年（明治44年） - 軍港範囲の拡大により軍港区域に含まれる[7]。
- 1914年（大正3年） - 古里地区に東砲台、田代地区に南砲台建設（いずれも1943年に撤去され最前線に移送）[7]。
- 1937年（昭和12年） - 番岳に高射砲台設置[7]。
- 1945年（昭和20年）4月 - 古里地区に名切砲台、田代地区に田代砲台設置（砲台は使われることなく終戦）[7]。
- 1954年（昭和29年）4月1日 - 柚木村と共に佐世保市に編入し、自治体として消滅。旧黒島村の区域は「佐世保市黒島免」となる。
- 1958年（昭和33年）4月1日 - 町名設置を実施[8]。黒島免を廃止し、佐世保市黒島町となる。

#### 小字
1958年に実施された町名設置および免字廃止 では、黒島（黒島免）内に存在した小字として以下の名称が見える。太字は現在の黒島の地区名として採用または相当する小字名称。
- 本免、村中、宮ノ上、渡瀬、白馬、計瀬、赤瀬、白岳、吹之谷、吹之谷浜辺、東堂平、下古里、中古里、上古里、古里原、東堂平原、尻無尾、唐干田、出掛、白木谷、白木、郭公、郭公谷、井手下、長谷、日数谷、折松、長谷頭、小名切頭、小名切、鳥瀬、根谷、根谷原、崎辺、岳、雨池、牧野、根谷平、下名切、小平、東干山、大鹿岳、小田、名切、磯辺、宇津木ノ元、小崎、摺鉢谷、長田、広田、竹藪、田代、鶴田代、鶴田代原、仕尽、辻、松本、小田平、牛牧、川頭、仕切牧、飛松、上ノ辻、杉山、番岳、蕨ノ浜、蕨、蕨ノ原、番岳平、斟入、佐賀利山、悪地、馬込、長崎、串ノ浜、女瀬、女瀬鼻、伊島、又龍、長衛門谷、塩浜、幸ノ小島

## 産業
漁業と農業が中心。

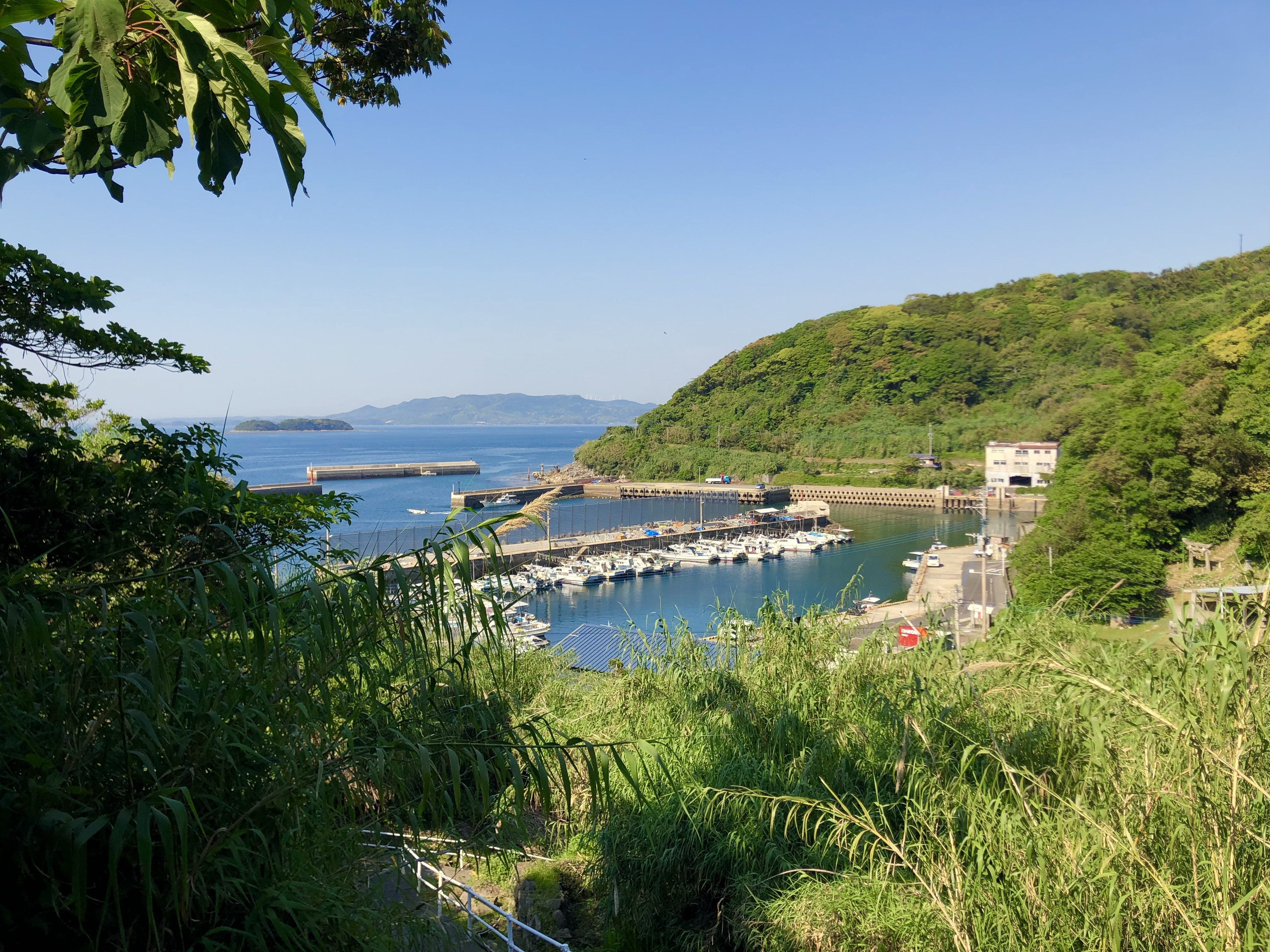
本村集落より望む黒島港

農業については、平戸藩の牧場が廃止されてから本格的に始まり、島内の至るところで湧く水を活かし、島の中心では水田が切り拓かれた。田代地区の地名は田圃に由来する。黒島の土は赤土のため、根菜類、イモ、タマネギなどは非常に美味しく市内でも買い求める人も多かったが、高齢化のため農業従事者が減ったことと農協が集荷を廃止したため、黒島からの出荷が極端に減っている。
漁業は磯焼けのため、漁獲高も激減しているが、黒島近辺で取れるウニやアワビ、イセエビなどは現在も人気が高く、買い求めるのも困難となっている。
かつては御影石の生産が盛んで石材店も複数あったが、現在は本村地区に１店のみとなった。黒島天主堂にも島内で切り出された石が使われている。

## 交通

### 船舶
黒島へ渡航する際は相浦港 からの船舶を利用することになる。相浦港へのアクセスは次の通り。
- バス：西肥バス（させぼバスも含む）ともに「相浦桟橋」行きに乗り、終点下車すぐ。佐世保駅前から約35分。
- 松浦鉄道：相浦駅下車（佐世保駅から約30分）、駅から徒歩約5分ほどで相浦桟橋へ到着。

黒島旅客船「フェリーくろしま」

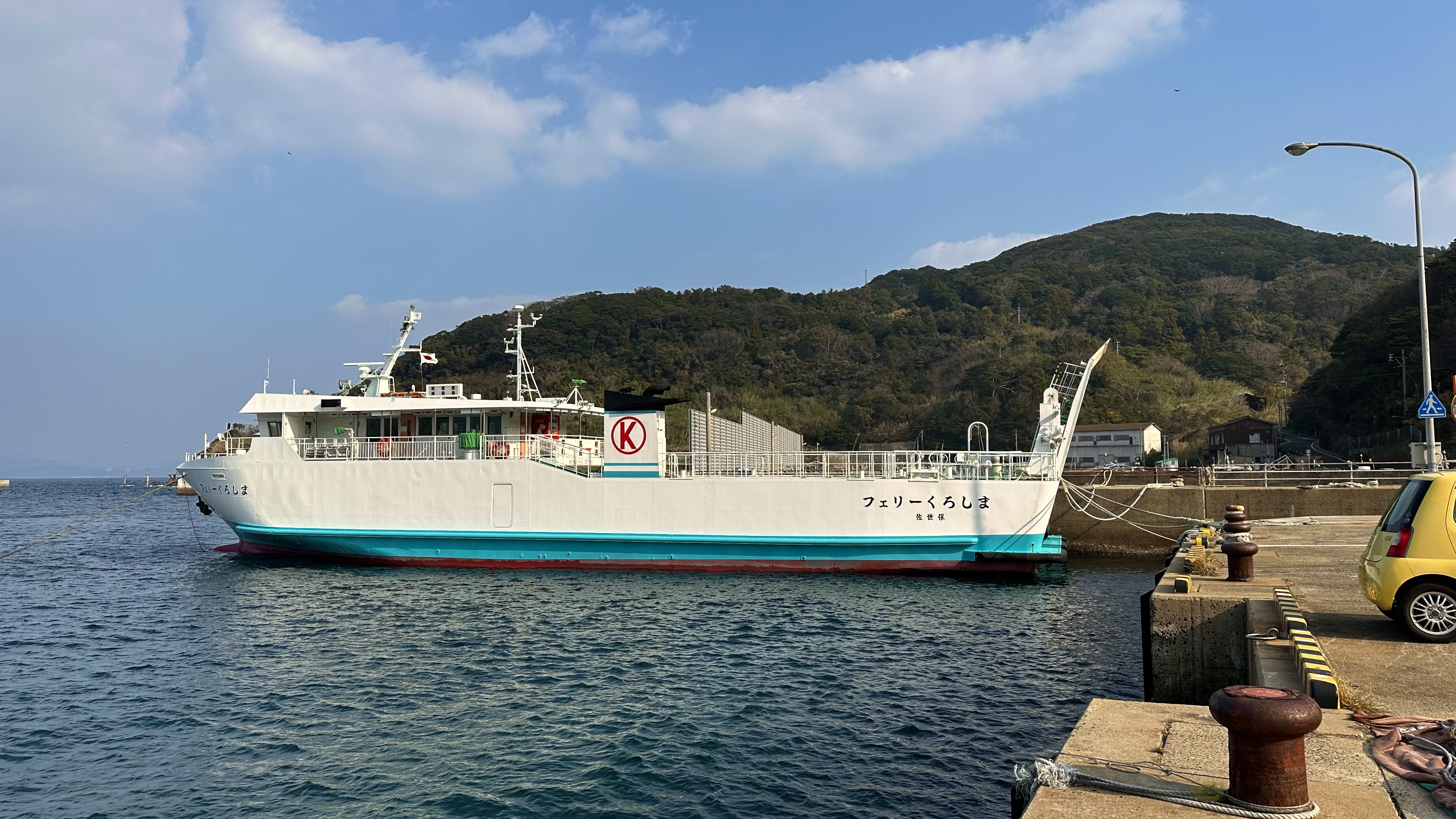
２代目フェリーくろしま

- 運行区間 : 相浦港 - 高島港 - 黒島港（白馬港）
- 運賃・所要時間
  - 相浦港 - 高島港まで 大人1名580円／約25分
  - 相浦港 - 黒島港まで 大人1名730円／約50分
- 運航ダイヤ
  - 平常ダイヤ
    - 相浦港発 - 10:00 / 13:00 / 17:00 　
    - 黒島港発 - 6:40 / 11:10 / 15:30

  - 増便ダイヤ
    - 黒島港発 - 6:40 / 9:40 / 13:10 / 15:40
    - 相浦港発 - 8:30 / 11:00 / 14:30 / 17:00
    - かつて、睦丸の運航終了に伴う需要増に対応するため、毎週月曜日も増便ダイヤで運航していた。また、一部の便を危険物専用便(毎週第2月曜日と第4月曜日の相浦港11:00発と黒島港13:10発)とし、車両の乗船を不可（旅客は25人まで乗船可能）とする措置もとられていたが、いずれも現在は、二代目フェリーくろしまが就航したため解除されている。
    - 車両の乗船については事前に予約が必要（予約の受付は乗船の1ヵ月前より、黒島旅客船の黒島事務所にて行う）。
    - 繁忙期の増便ダイヤの実施期間は、大型連休…4月29日から5月8日まで、お盆…8月13日から8月16日まで、年末年始…12月29日から翌年1月5日（1月1日を除く）まで。
    - 毎年1月1日は運休。また台風など悪天候の場合は欠航することもある。

かつて運航していた船舶
- 「睦丸」 - 船舶の老朽化のため、2013年（平成25年）5月31日運航終了。
  - 基本的には貨物船で12名まで搭乗可能であった。
  - 運航区間 : 相浦港 - 黒島港（高島港は経由しない）
  - 所要時間 : 約60分
  - 運航本数 : 1日3往復
  - 運賃 : 大人1名700円
  - 黒島旅客船と同じく、繁忙期には1往復増便され1日4往復運航となっていた。黒島港発・相浦港発それぞれ最終時刻を繰り下げて運航していた。

### 島内の交通
2024年、島内には公共交通機関（バス、タクシー等）がない。黒島港から島の中心部にある市役所黒島支所までは徒歩約20分。
軽トラックや軽ワゴン車、原付バイクの保有率は比較的高い。また、交通信号機はない。
移動手段として、テーラーと呼ばれる小型特殊自動車や、シニアカー（シルバーカー）で移動する高齢者の光景も見られる。
漁船などの小型船舶も多く、本土への移動手段として用いられることもある。

## 施設

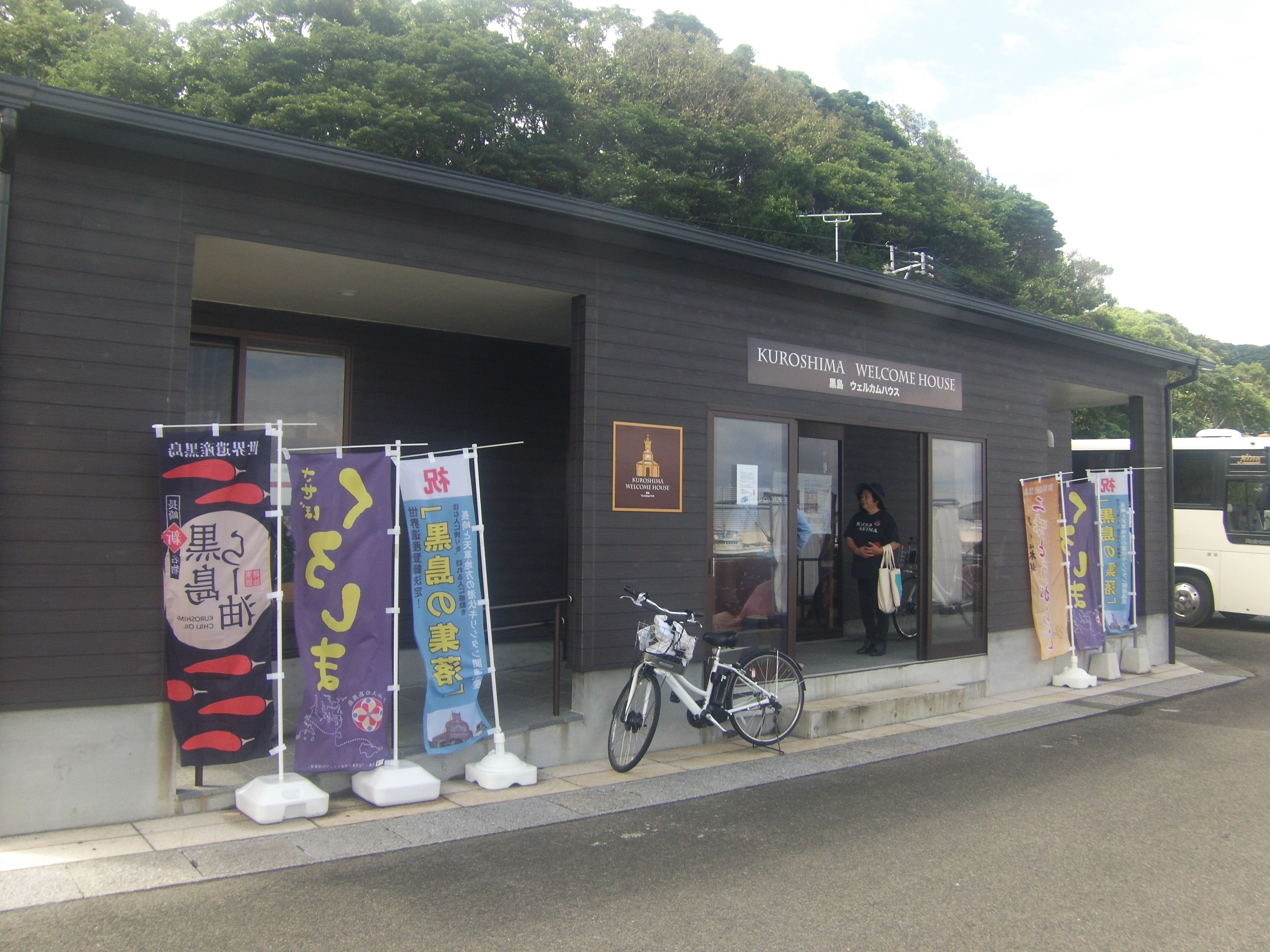
黒島ウエルカムハウス

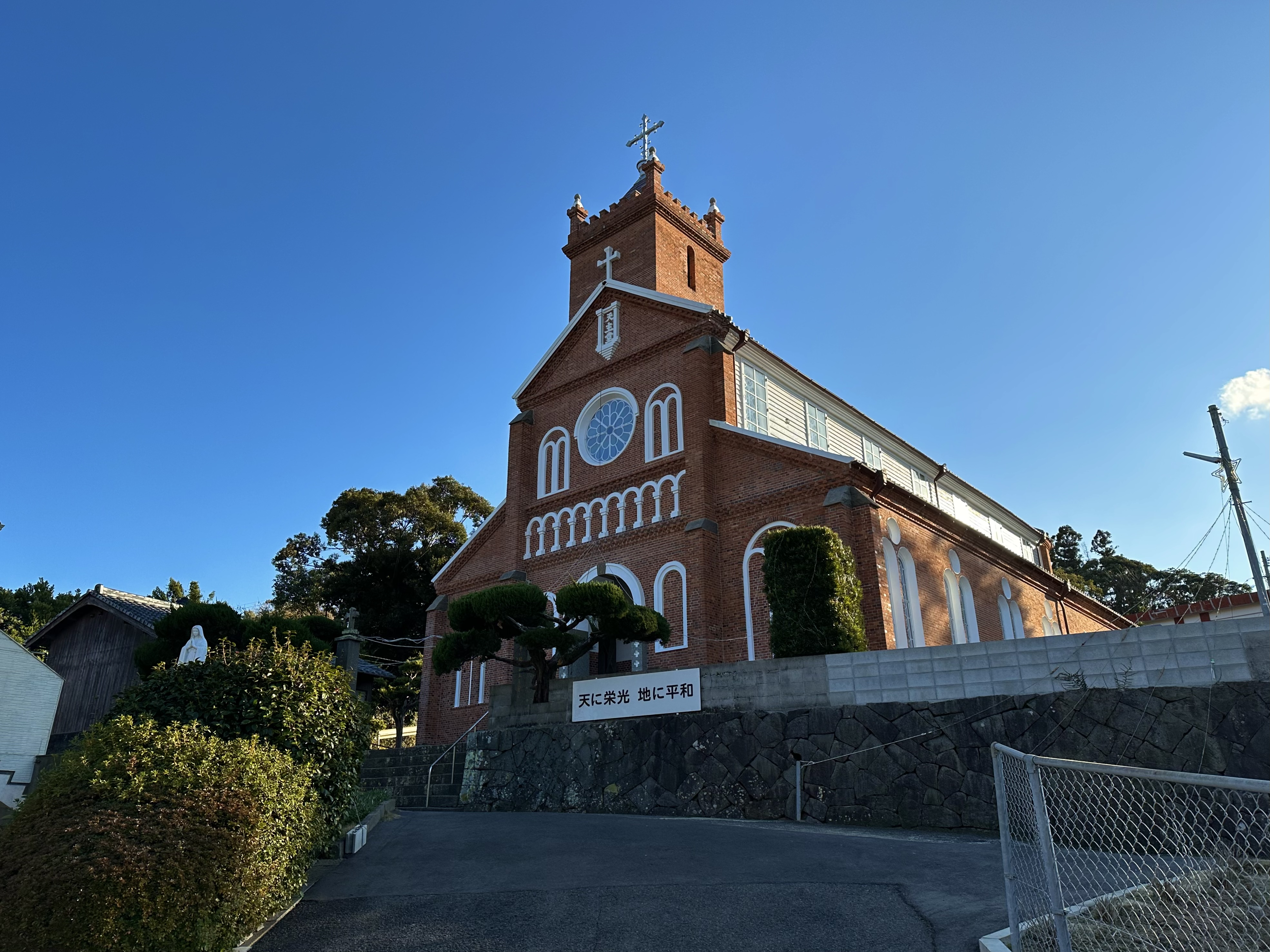
改修工事後の黒島天主堂

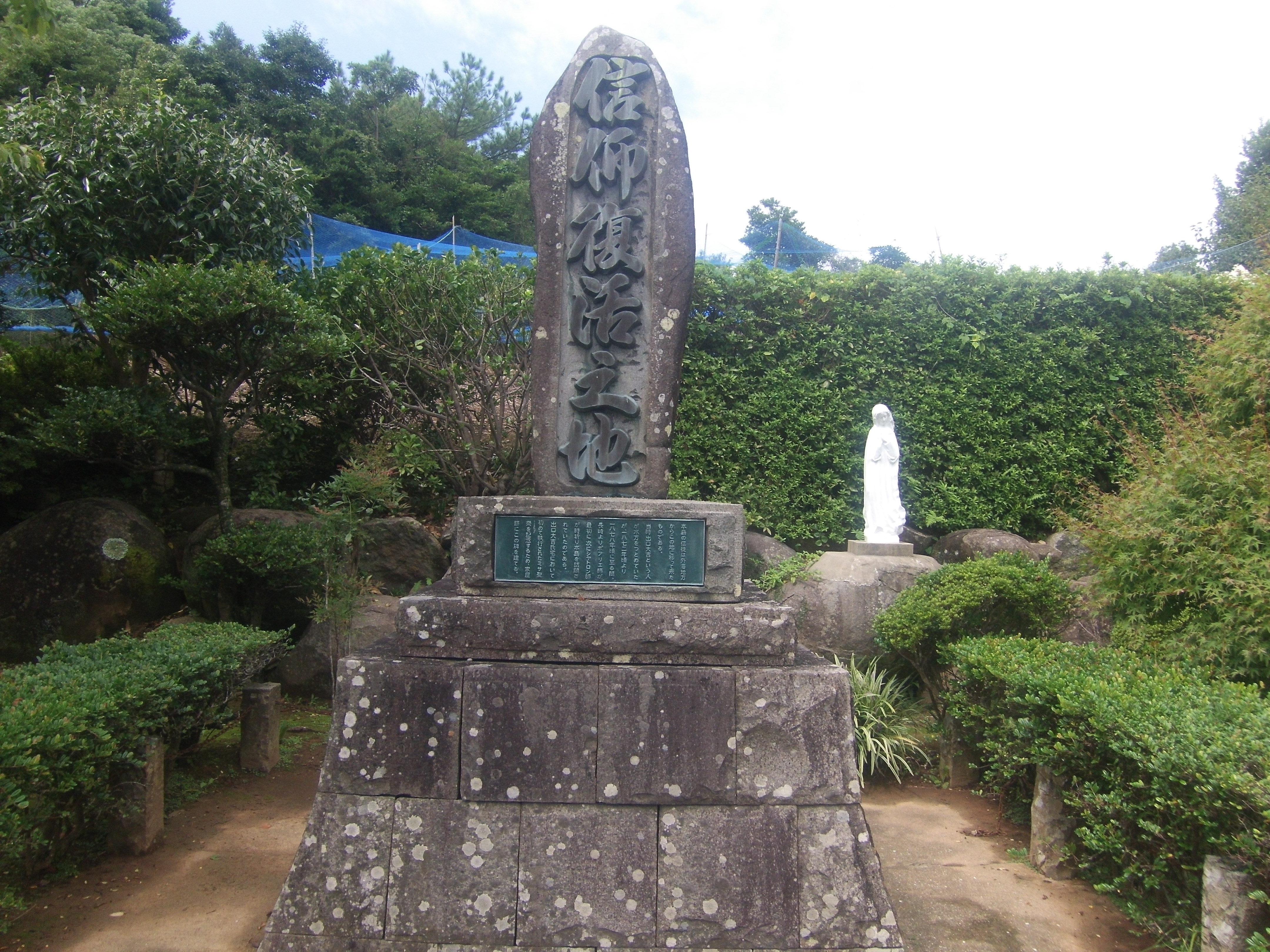
信仰復活記念碑

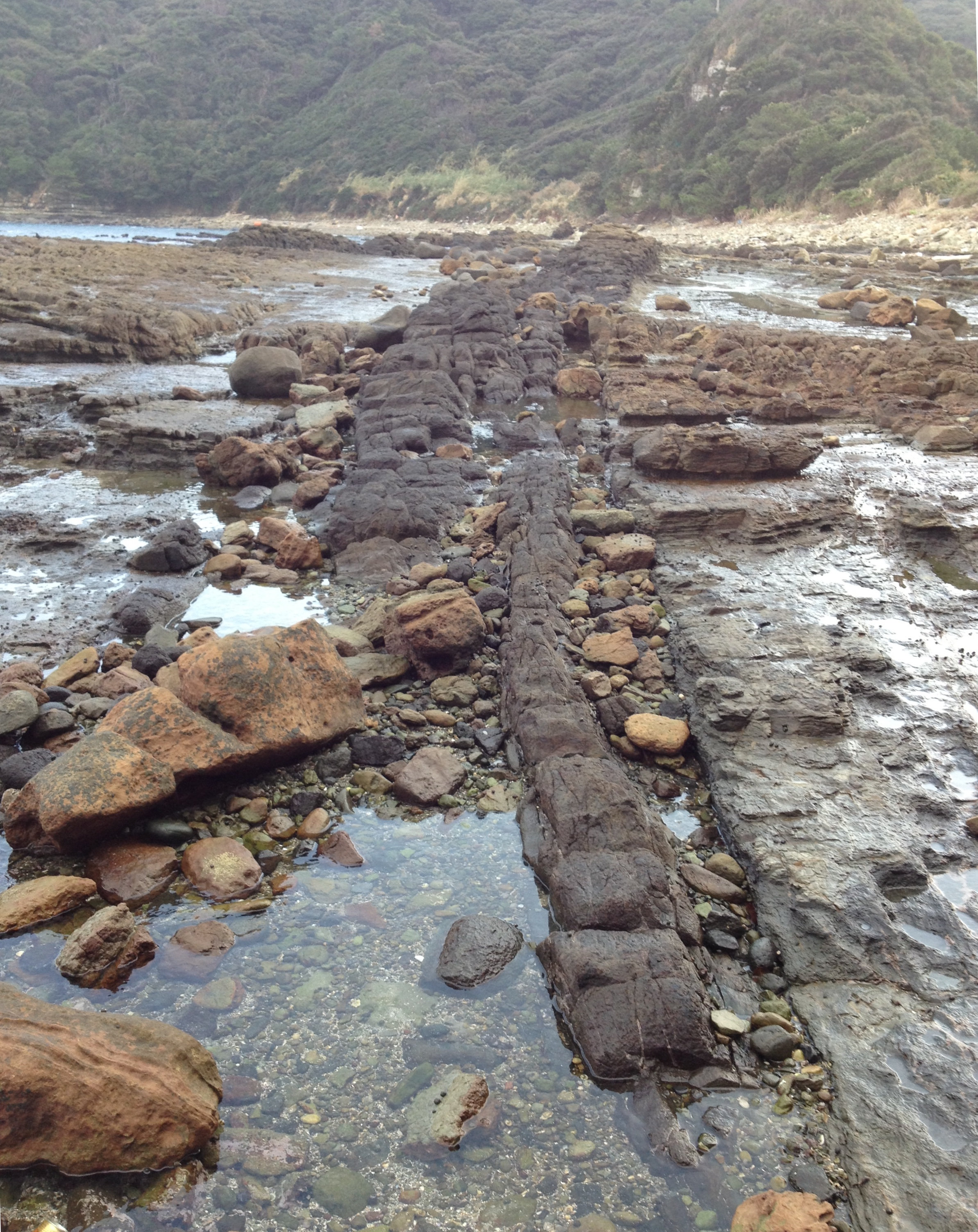
女瀬(めぜ)地区にある串の浜岩脈

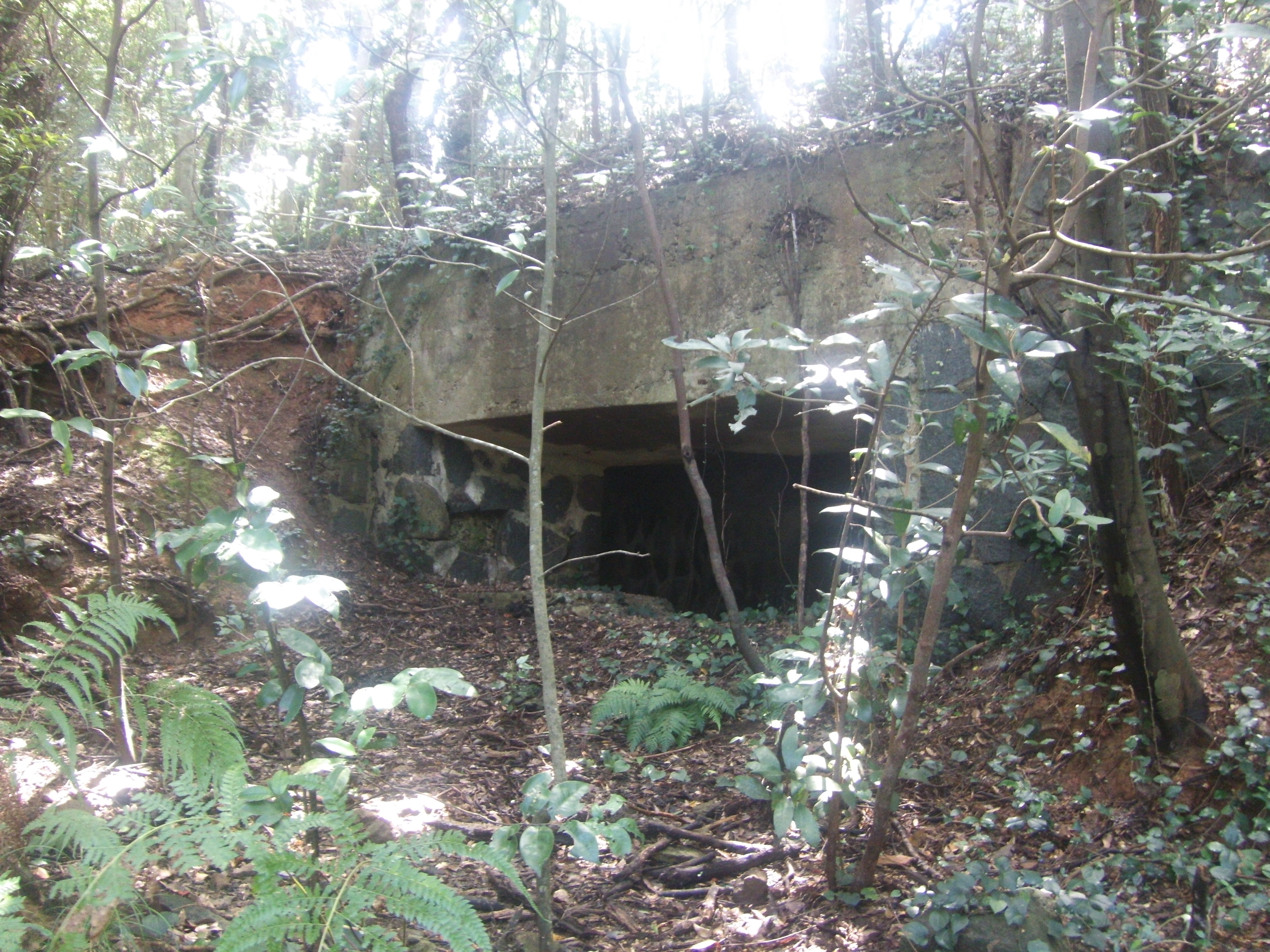
日本遺産認定の砲台跡

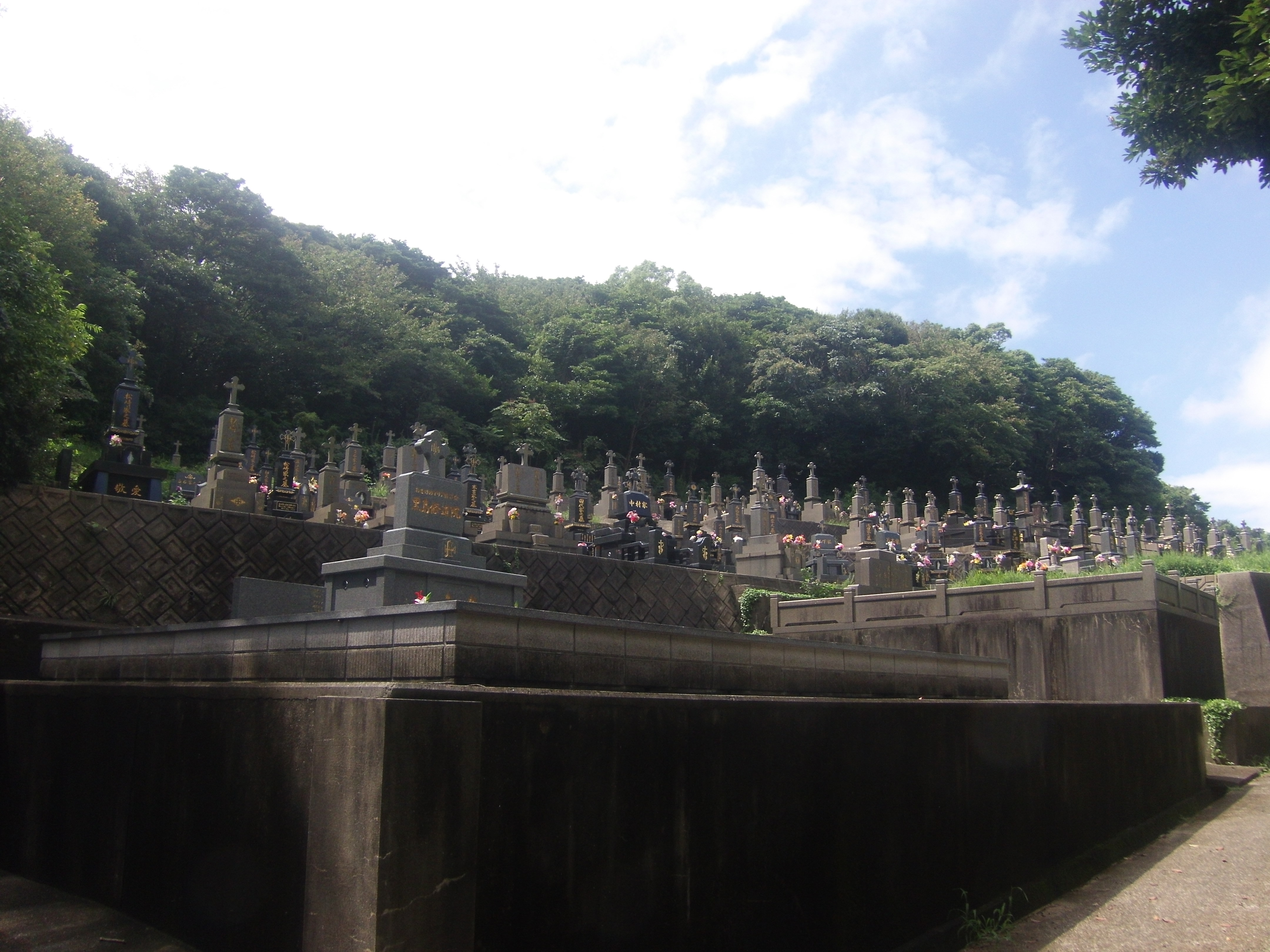
カトリック共同墓地

### 公共
- 市民生活部 黒島支所
- 市民生活部 コミュニティ･協働推進課 黒島地区コミュニティセンター
- 地方独立行政法人佐世保市総合医療センター 黒島診療所

### 教育機関
- 黒島小中学校（義務教育学校）　2018年に新築され、門柱にはEXILEのメンバー、TAKAHIROが毛筆で書いた校名が刻まれている。 住民らが発案。児童生徒も一人一人手紙を書くなどして依頼した。
- 黒島保育園（社団法人経営）

### その他
- 黒島郵便局
- ながさき西海農業協同組合黒島事業所（事業所としては購買事業での営業となり、金融部門はＡＴＭでの対応。以前は黒島支店）
- 市相浦漁業協同組合黒島支所
- お告げのマリア修道会黒島修道院 - 1880年設立。内部見学不可。
- 黒島ウエルカムハウス - 世界遺産登録を見据え黒島港に整備された案内所。物産品販売やレンタカー（７人乗り電動カート、電動原付バイク、電動アシスト自転車）の貸し出しを行う。
- 黒島デイサービスセンター（通所介護事業所）

## 名所・観光スポット
- 黒島天主堂 - 国の重要文化財。1902年（明治35年）に当時の主任司祭マルマン神父が島の信徒とともに建造。2007年（平成19年）1月に「長崎と天草地方の潜伏キリシタン関連遺産」の構成資産の一つとして世界遺産暫定リストへの追加記載が決定し、2015年にユネスコの現地調査を受けたところ「江戸時代を中心とする禁教期を強調し、潜伏キリシタンが切り拓いた集落景観を主体にするべき」との指摘があり、翌年「黒島の集落」における景観構成要素という扱いで包括されることとなった。詳細は下記世界遺産の項を参照。
- 信仰復活記念碑 - 幕末の1864年（元治元年）に潜伏キリシタン島民の出口吉太夫・大吉親子が大浦天主堂へ出向き信仰を告白し、改めてカトリックへの帰依を誓ったことで、他の島民にも波及し現在に至ることを記念して旧出口家邸に設置された。
- 興禅寺 - 1803年（寛政15年）建立の曹洞宗の寺。境内は江戸時代に踏絵を行った番所跡。
- 串の浜岩脈 - 島西部の海岸にある総延長約300mに及ぶ長崎県最大の玄武岩岩脈（地元では女瀬(めぜ)地区という）。県指定天然記念物。
- 根谷の大さざんか - 根谷(ねや)地区（島で一番温暖な地区）に樹齢250年〜350年と言われる大きなさざんかがある。さざんかの実から取れる油を使っていたと言われている。市指定天然記念物。
- 砲台跡 - 終戦間際の1945年（昭和20年）に設営された洞窟陣地。日本遺産「鎮守府　横須賀・呉・佐世保・舞鶴 〜日本近代化の躍動を体感できるまち〜」の構成資産になっている[10]。
- 黒島小中学校の門柱(教育機関参照)

### 重要文化的景観
黒島はアコウの防風林や閃緑岩の石垣などに見られる独特の居住形態や生業を特色とする景観が「佐世保市黒島の文化的景観」の名称で重要文化的景観として選定されている。選定区域は黒島及び黒島漁港の全域である。

### その他
- 市役所黒島支所に職員が作成したパンフレットがあり、支所を訪ねた観光客の希望により配布している（モノクロ版のみ）。
- 島内観光の際、史跡ガイド及びウォーキングなどはNPO法人黒島観光協会へ事前に電話で予約を行っていくとよい。
- 島の中央にあるカトリック共同墓地（1880年造営）では、市による墓地、埋葬等に関する法律の特例措置として島内に斎場がないこともあり土葬が認められている[12]。

## 世界遺産
世界遺産に推薦していた長崎の教会群とキリスト教関連遺産が、「日本におけるキリスト教の特殊性は２世紀以上にわたって迫害に耐えた点にあり、信仰復活期（明治時代以後）は除外すべき」との国際記念物遺跡会議 (ICOMOS) の勧告により一旦推薦を取り下げた。明治時代に建立された黒島天主堂は、信仰を守り抜いた象徴としての位置付けのみならず、潜伏キリシタンとのつながりを明確にする必要に迫られ、潜伏キリシタンが入植し開拓した島内集落の景観を主体とする重要文化的景観を拠り所とすることとし、2018年（平成30年）6月30日に第42回世界遺産委員会において「長崎と天草地方の潜伏キリシタン関連遺産」として登録が決定した。
移住潜伏キリシタンが切り拓いた集落は、まず牧場跡だった蕨・名切・東堂平に入植して開拓し、順次島東部の根谷・日数や南部の田代へと展開。移住潜伏キリシタンは石積み技術を持ち込み、石垣や畑垣などの特徴ある集落景観が形成された。名切・東堂平・田代・古里・根谷では水田が見られ、日数には溜め池も造られた。
世界遺産委員会では集落周辺に残る「信仰の遺構」（旧墓地など）について包括的な記録を作成するよう求められた。黒島では 仕切牧墓地 のように埋もれているものもあり、禁教期の生活を偲ばせる物証となっている。こうしたことをうけ、島内に八カ所あるキリシタン墓地などの意義と価値を再検証することとなった。
潜伏キリシタン関連集落画像

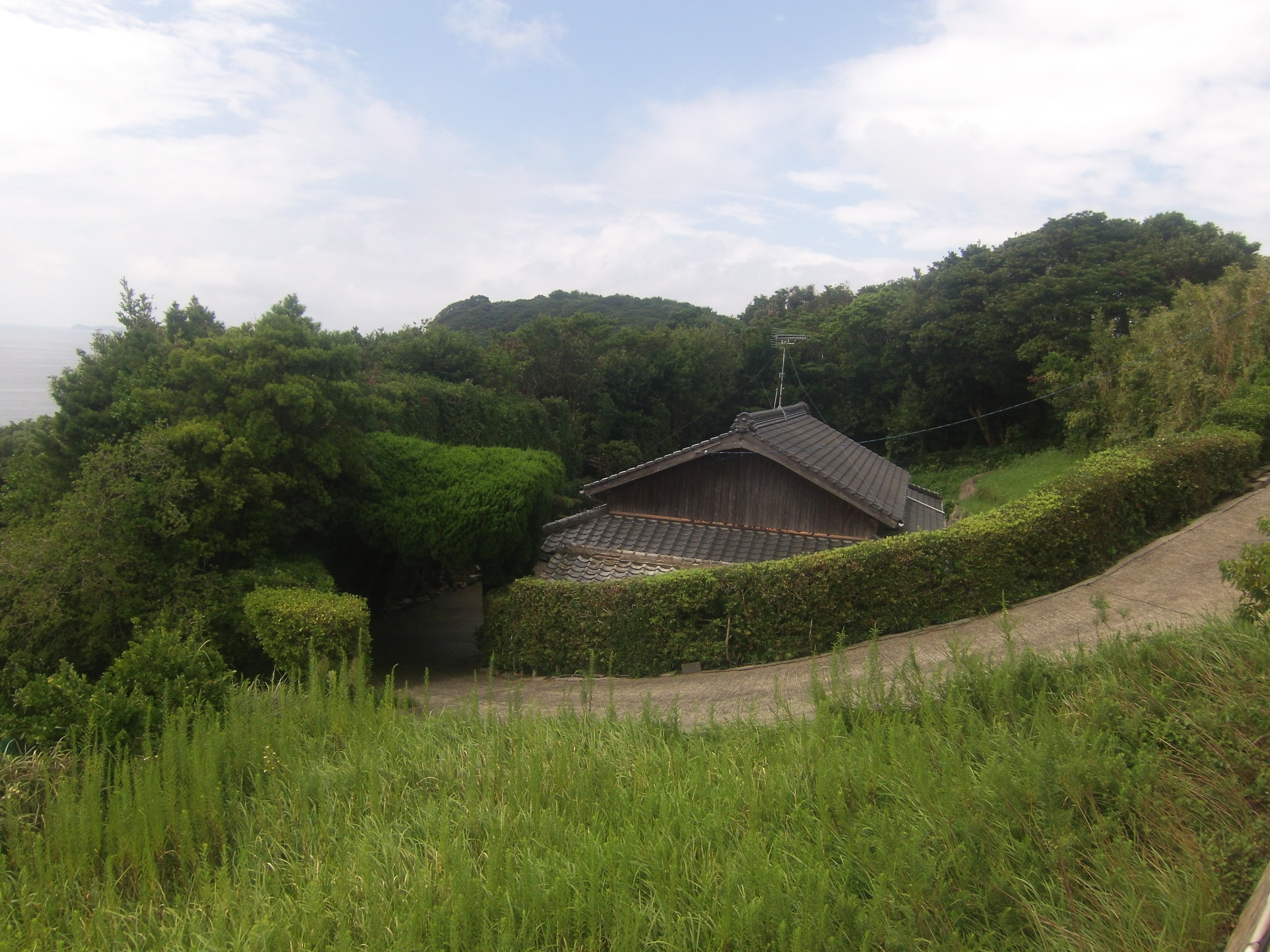
蕨集落
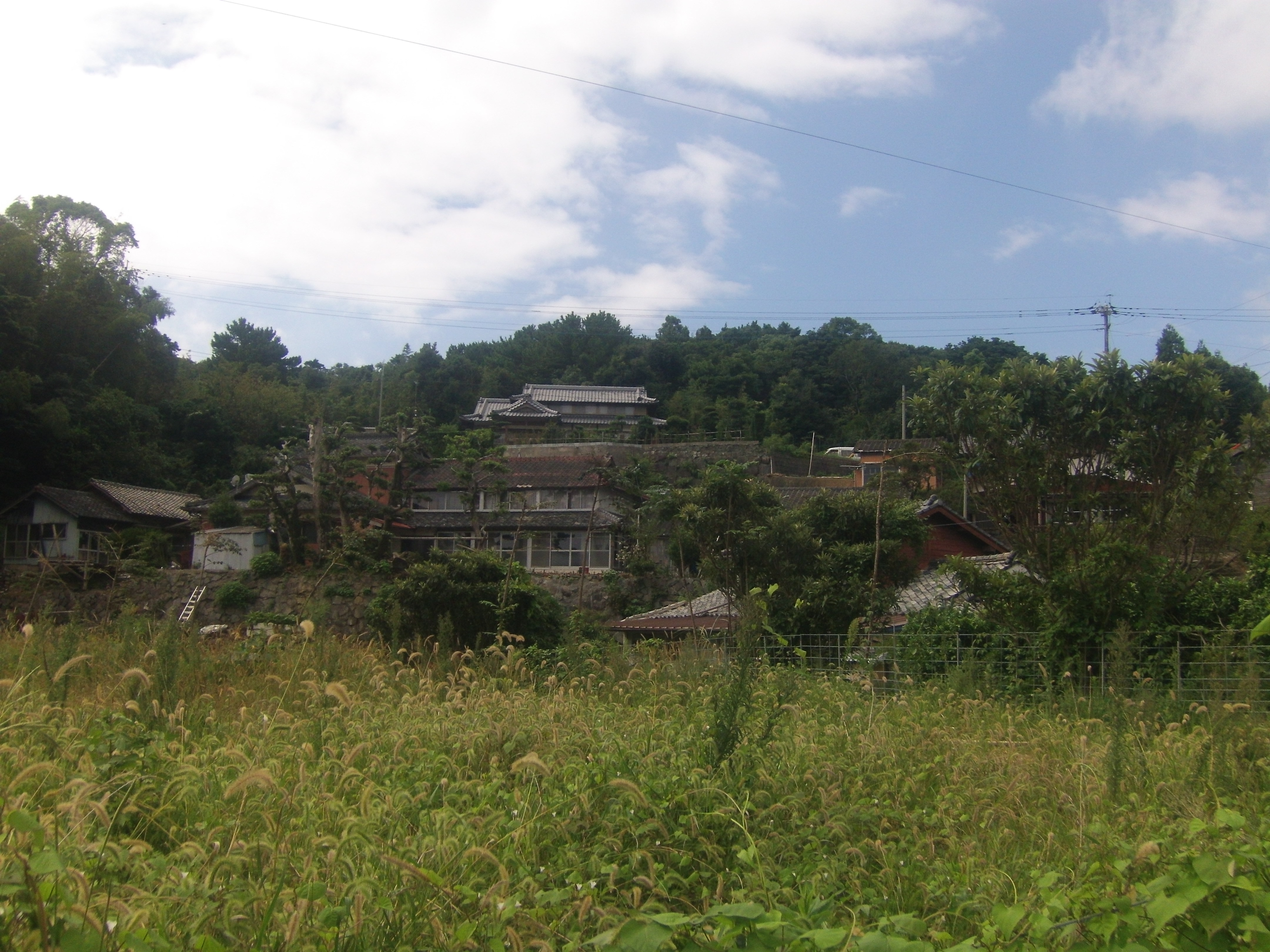
名切集落
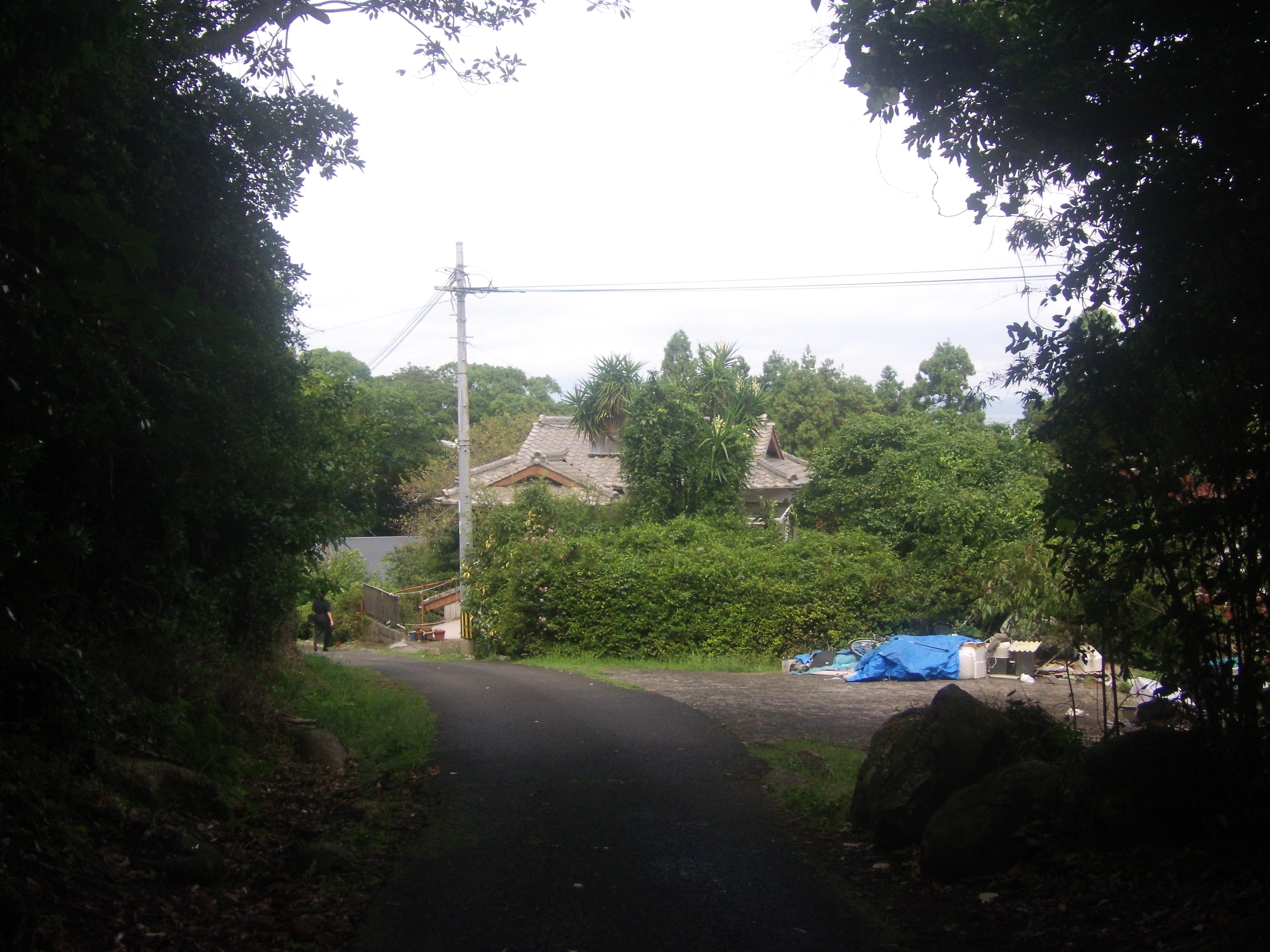
東堂平集落
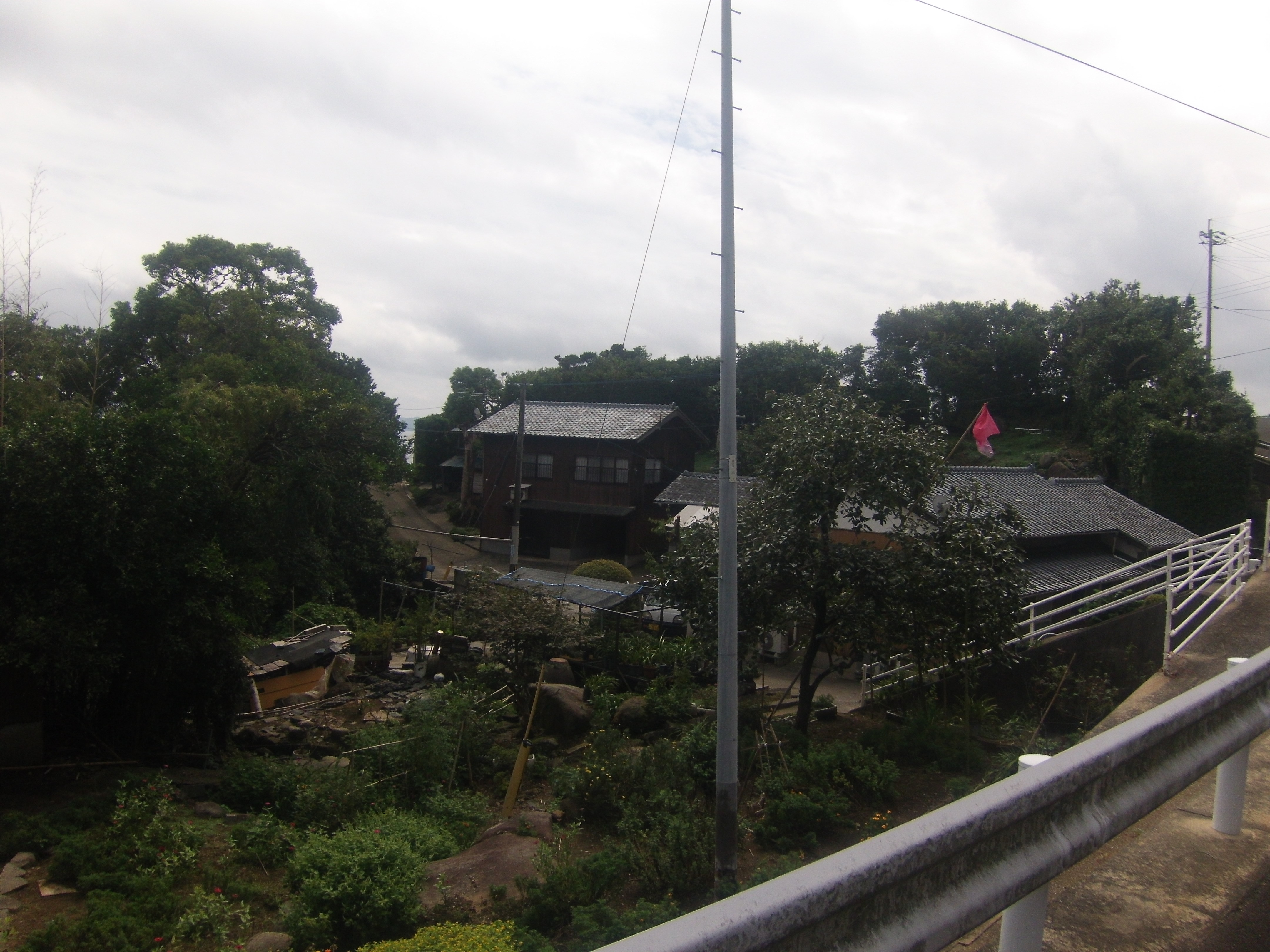
根谷集落
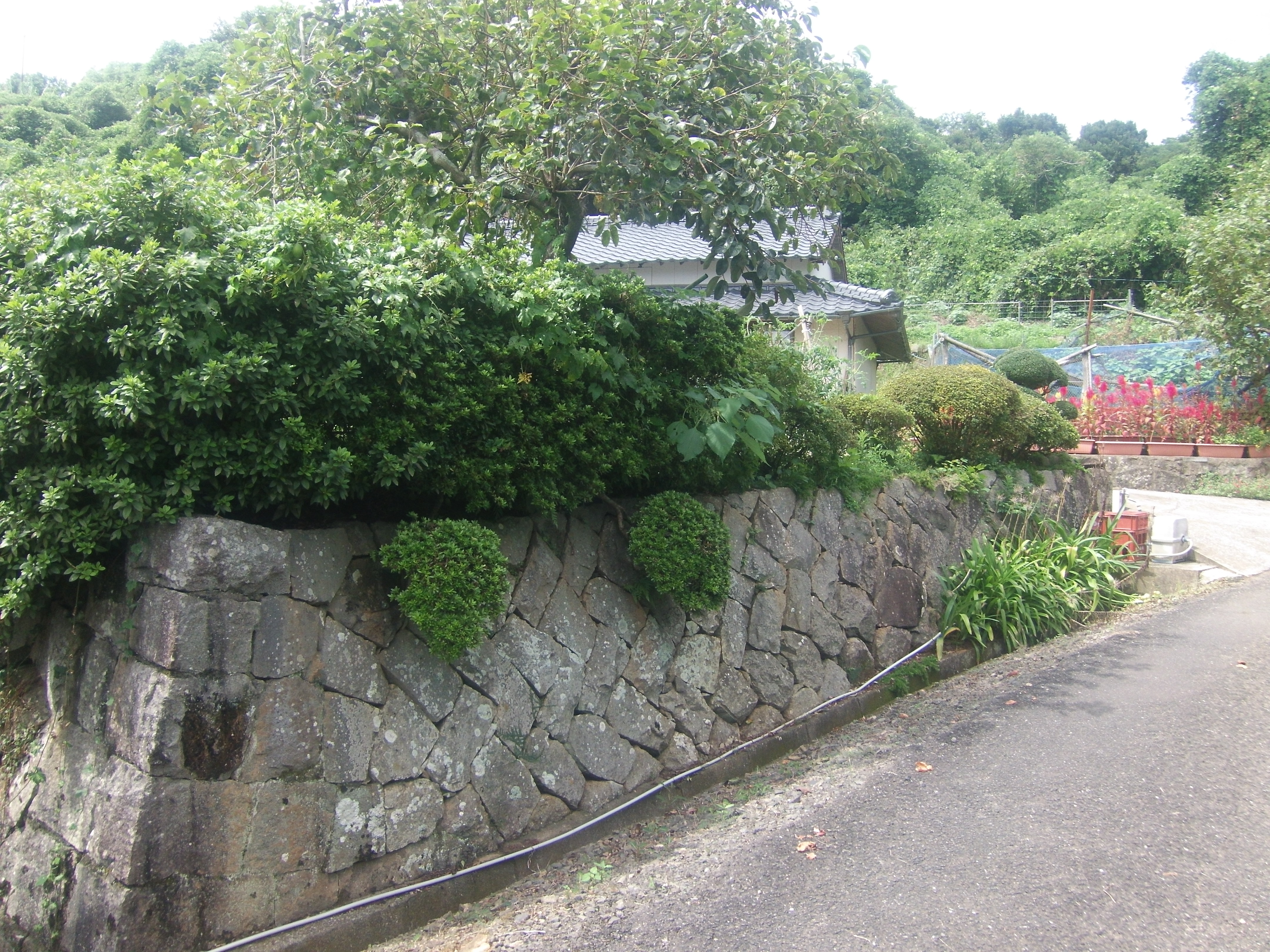
日数集落
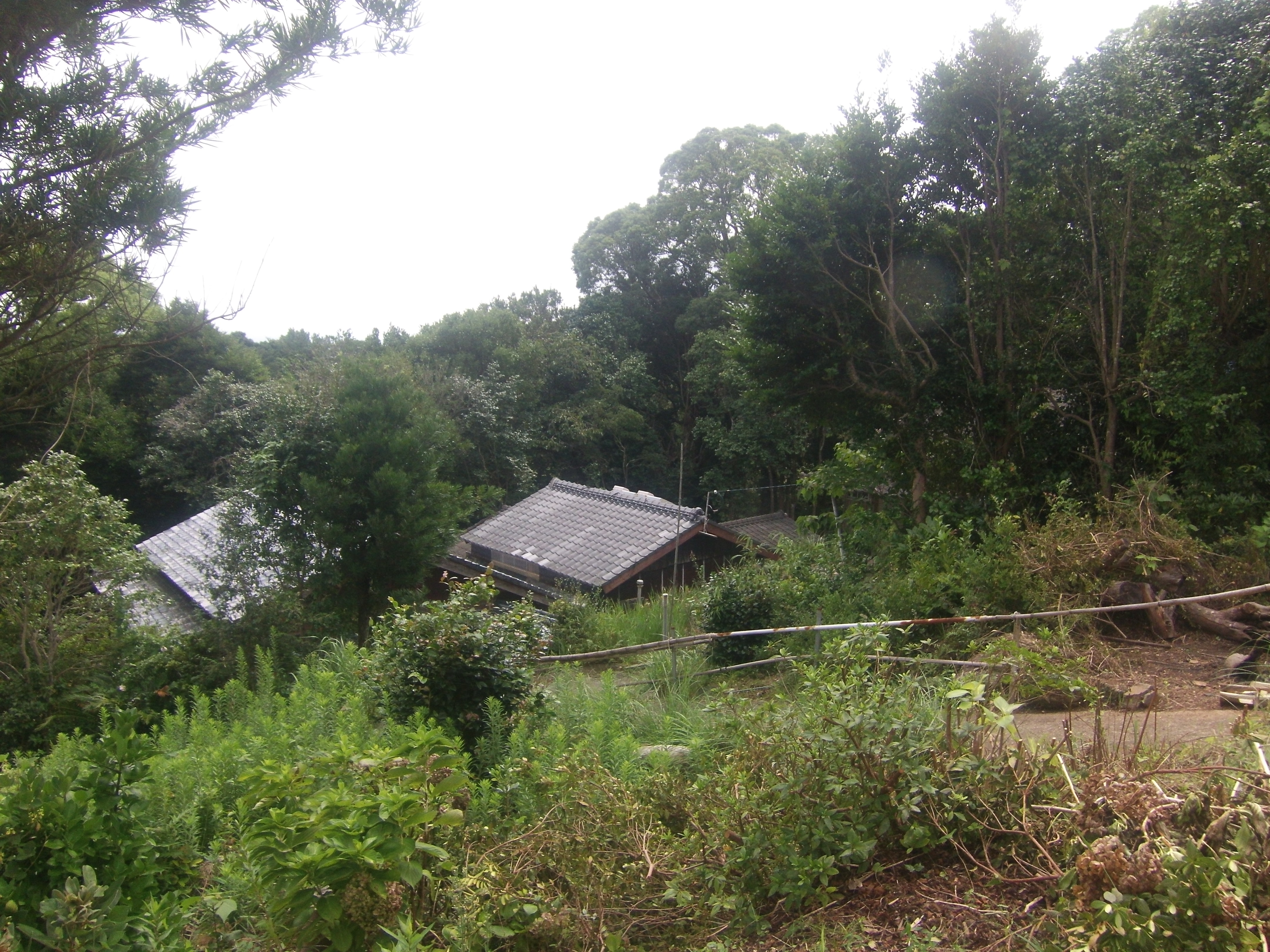
古里集落
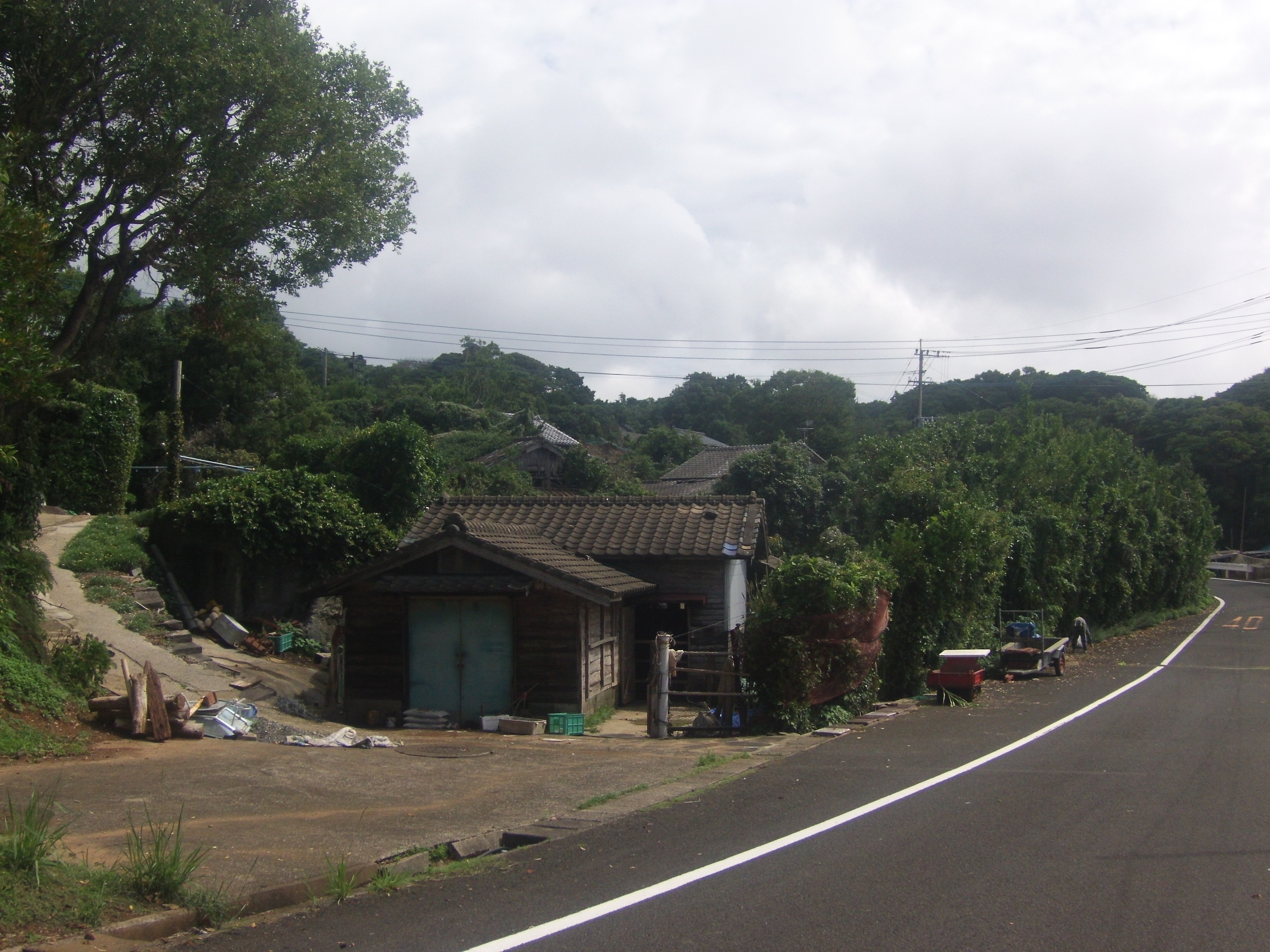
田代集落

## 舞台となった作品
- 裸足の青春 - 火野葦平の「銀三十枚」をもとに全篇黒島にて撮影を行い製作された。

製作 - 田中友幸、東宝 / 監督 - 谷口千吉 / 主演 - 宝田明、青山京子 / 配給 - 東宝、1956年（昭和31年）10月16日公開、イーストマンカラー、98分
- てるてる家族 - 黒島天主堂と黒島港でロケを行った。石原さとみ主演。
- はみだし刑事情熱系 - 御影石石切り場、黒島天主堂、串ノ浜岩脈でロケを行った。柴田恭兵主演。
- ナイナイサイズ - 九十九島での隠れ名産探しで黒島へ「黒島とうふ」「フクレまんじゅう」「海賊鍋」を紹介。矢部浩之出演。なお、TVだけの企画ではなく、予約して行くと実際に食べることができる。
- 十字架（クルス）の島 - 黒島の隠れキリシタンを題材にした合唱曲。
- 坂道のアポロン - 佐世保が舞台の漫画原作のアニメ化にあたり、最終回で「島の教会」として黒島天主堂が描かれており、放映当時就航していた睦丸も登場するが、主人公が親友を探しに地元の人に訪ねる場面は高島港になっている。